# Trubschachen
Trubschachen – gmina (niem. Einwohnergemeinde) w Szwajcarii, w kantonie Berno, w regionie administracyjnym Emmental-Oberaargau, w okręgu Emmental. 31 grudnia 2020 liczyła 1 465 mieszkańców.

## Współpraca
Miejscowości partnerskie:
- Midway, Stany Zjednoczone
- Strmilov, Czechy

## Transport
Przez teren gminy przebiega droga główna nr 10.